# Festival Itinerante de World Music
El Primer Festival itinerante de World Music es una iniciativa conjunta de las bandas argentinas Diemen Noord y El General Paz & La Triple Frontera (GP3F), realizado en el verano del 2010.
Ambos grupos recorrieron los escenarios de varias ciudades de la Patagonia argentina convocando a bandas y artistas locales para formar parte de los shows del Festival, con el fin de promover y promocionar el arte y las expresiones autóctonas y la fusión musical, brindando al público de diversas regiones del país esta novedosa forma de concebir la música.

## Historia
En Primer Festival itinerante de World Music comenzó con un show en el Velma Café de Capital Federal,  en diciembre de 2009, y culminó en el Auditorio Vuelta de Obligado de la ciudad de Neuquén en enero de 2010. 
El Festival fue apoyado por la Secretaría de Cultura de la Provincia de Chubut, la Municipalidad de Trevellin, la Municipalidad de Lago Puelo, la Municipalidad de El Hoyo, y la Municipalidad de Epuyén.  
La gira fue cubierta en su totalidad por CM, el Canal de la Música, y cada actuación fue registrada audiovisualmente y emitido por CM en un programa especial, llegando así a miles de televidentes a lo largo y a lo ancho del país.
La prensa y comunicación del evento estuvo a cargo de Strappa Rovetto Prensa y Comunicación. 
El evento fue organizado por la productora internacional Double Buzz Entertainment.

## Cronograma de presentaciones
- Martes 1 de diciembre: Acústico en Velma Café - Capital Federal, Buenos Aires.
- Viernes 15 de enero: Salón Araucanía - San Carlos de Bariloche, Río Negro.
- Sábado 16 de enero: 1.ª Feria Histórica Temática - Predio El Morro, Cholila, Chubut.
- Domingo 17 de enero: 1.ª Feria Histórica Temática - Predio El Morro, Cholila, Chubut.
- Lunes 18 de enero: Predio Aldea Rural – El Hoyo, Chubut.
- Martes 19 de enero: Trevelín, Chubut.
- Miércoles 20 de enero: Lago Puelo, Chubut.
- Jueves 21 de enero: Feria Regional Plaza Pagano, El Bolsón – Río Negro.
- Viernes 22 de enero: Fiesta Provincial del Artesano – Predio del Parque Municipal, Epuyén, Chubut.
- Domingo 24 de enero: Auditorio Vuelta de Obligado – Neuquén.

## Formaciones
Diemen Noord
- Voz: Mariana D’Antona
- Guitarra: Fernando Juan

GP3F
- Voz y guitarra: Anel Paz
- Percusión y Voz: Jorge Platero
- Bajo y Voz Kiki: Ferreira
- Teclados y coros: Mayra Domine
- Guitarra y coros: Diego La Rosa
- Batería: Cesar La Rosa
- Trompeta: Miguel Hornes
- Saxo Tenor: Yamile Burich
- Trombón y coros: Leandro Loos